# Siombob
Siombob is een bestuurslaag in het regentschap Padang Lawas Utara van de provincie Noord-Sumatra, Indonesië. Siombob telt 57 inwoners (volkstelling 2010).